# Tour de Romandia
El Tour de Romandia és una cursa ciclista per etapes a la regió suïssa de la Romandia. La primera edició de la cursa fou el 1947 i comptà amb 40 corredors repartits entre 10 equips i va durar quatres etapes sobre una distància total de 755 km. Aquesta primera edició es realitzà per a celebrar el 50 aniversari de la Unió Ciclista Suïssa. Actualment forma part de l'UCI World Tour.

## Palmarès
| Any  | Vencedor                  | Segon                      | Tercer                      |         |
| ---- | ------------------------- | -------------------------- | --------------------------- | ------- |
| 1947 | Désiré Keteleer           | Gino Bartali               | Ferdi Kübler                |         |
| 1948 | Ferdi Kübler              | Jean Goldschmit            | Mathias Clemens             |         |
| 1949 | Gino Bartali              | Ferdi Kübler               | Settimio Simonini           |         |
| 1950 | Édouard Fachleitner       | Hugo Koblet                | Kléber Piot                 |         |
| 1951 | Ferdi Kübler              | Hugo Koblet                | Fritz Schär                 |         |
| 1952 | Wout Wagtmans             | Hugo Koblet                | Raymond Impanis             |         |
| 1953 | Hugo Koblet               | Pasquale Fornara           | Louison Bobet               |         |
| 1954 | Jean Forestier            | Pasquale Fornara           | Carlo Clerici               |         |
| 1955 | René Strehler             | Hugo Koblet                | Max Schellenberg            |         |
| 1956 | Pasquale Fornara          | Carlo Clerici              | René Strehler               |         |
| 1957 | Jean Forestier            | Guido Carlesi              | Hugo Koblet                 |         |
| 1958 | Gilbert Bauvin            | Pino Cerami                | Giovanni Pettinati          |         |
| 1959 | Kurt Gimmi                | Rolf Graf                  | Alfred Rüegg                |         |
| 1960 | Louis Rostollan           | Édouard Delberghe          | Jos Hoevenaers              |         |
| 1961 | Louis Rostollan           | Giuseppe Fezzardi          | Imerio Massignan            |         |
| 1962 | Guido De Rosso            | Franco Cribiori            | Joseph Novales              |         |
| 1963 | Willy Bocklant            | Federico Martín Bahamontes | Guido De Rosso              |         |
| 1964 | Rolf Maurer               | Huub Zilverberg            | Gastone Nencini             |         |
| 1965 | Vittorio Adorni           | Rolf Maurer                | Robert Hagmann              |         |
| 1966 | Gianni Motta              | Raymond Delisle            | Rolf Maurer                 |         |
| 1967 | Vittorio Adorni           | Louis Pfenninger           | Armand Desmet               |         |
| 1968 | Eddy Merckx               | Raymond Delisle            | Robert Hagmann              |         |
| 1969 | Felice Gimondi            | Vittorio Adorni            | Antoon Houbrechts           |         |
| 1970 | Gösta Pettersson          | Davide Boifava             | Joop Zoetemelk              |         |
| 1971 | Gianni Motta              | Antonio Salutini           | Willy Van Neste             |         |
| 1972 | Bernard Thévenet          | Lucien Van Impe            | Raymond Delisle             |         |
| 1973 | Wilfried David            | Lucien Van Impe            | Michel Pollentier           |         |
| 1974 | Joop Zoetemelk            | Wladimiro Panizza          | Fedor den Hertog            |         |
| 1975 | Francisco Galdós Gauna    | Josef Fuchs                | Knut Knudsen                |         |
| 1976 | Johan De Muynck           | Roger De Vlaeminck         | Eddy Merckx                 |         |
| 1977 | Gianbattista Baronchelli  | Joop Zoetemelk             | Knut Knudsen                |         |
| 1978 | Johan van der Velde       | Hennie Kuiper              | Johan De Muynck             |         |
| 1979 | Giuseppe Saronni          | Gianbattista Baronchelli   | Henk Lubberding             |         |
| 1980 | Bernard Hinault           | Silvano Contini            | Giuseppe Saronni            |         |
| 1981 | Tommy Prim                | Giuseppe Saronni           | Peter Winnen                |         |
| 1982 | Jostein Wilmann           | Tommy Prim                 | Silvano Contini             |         |
| 1983 | Stephen Roche             | Phil Anderson              | Tommy Prim                  |         |
| 1984 | Stephen Roche             | Jean-Marie Grezet          | Niki Rüttimann              |         |
| 1985 | Jörg Müller               | Acácio da Silva Mora       | Tommy Prim                  |         |
| 1986 | Claude Criquielion        | Jean-François Bernard      | Bruno Cornillet             |         |
| 1987 | Stephen Roche             | Jean-Claude Leclercq       | Ronan Pensec                |         |
| 1988 | Gerard Veldscholten       | Tony Rominger              | Urs Zimmermann              |         |
| 1989 | Phil Anderson             | Gilles Delion              | Robert Millar               |         |
| 1990 | Charly Mottet             | Robert Millar              | Luc Roosen                  |         |
| 1991 | Tony Rominger             | Robert Millar              | Michael Carter              |         |
| 1992 | Andrew Hampsten           | Miguel Indurain Larraya    | Charly Mottet               |         |
| 1993 | Pascal Richard            | Claudio Chiappucci         | Andrew Hampsten             |         |
| 1994 | Pascal Richard            | Armand de Las Cuevas       | Andrew Hampsten             |         |
| 1995 | Tony Rominger             | Piotr Ugriúmov             | Francesco Casagrande        |         |
| 1996 | Abraham Olano Manzano     | Oleksandr Gontxenkov       | Giuseppe Guerini            |         |
| 1997 | Pàvel Tonkov              | Christopher Miles Boardman | Beat Zberg                  |         |
| 1998 | Laurent Dufaux            | Alex Zülle                 | Francesco Casagrande        |         |
| 1999 | Laurent Jalabert          | Beat Zberg                 | Wladimir Belli              |         |
| 2000 | Paolo Savoldelli          | Joseba Beloki Dorronsoro   | Laurent Dufaux              |         |
| 2001 | Dario Frigo               | Félix García Casas         | Wladimir Belli              |         |
| 2002 | Dario Frigo               | Alex Zülle                 | Cadel Evans                 |         |
| 2003 | Tyler Hamilton            | Laurent Dufaux             | Francisco Pérez Sánchez     |         |
| 2004 | Tyler Hamilton            | Fabian Jeker               | Leonardo Piepoli            |         |
| 2005 | Santiago Botero Echeverry | Damiano Cunego             | Denís Ménxov                |         |
| 2006 | Cadel Evans               | Alberto Contador Velasco   | Alejandro Valverde Belmonte |         |
| 2007 | Thomas Dekker             | Paolo Savoldelli           | Andrei Kàixetxkin           |         |
| 2008 | Andreas Klöden            | Roman Kreuziger            | Marco Pinotti               |         |
| 2009 | Roman Kreuziger           | Vladímir Karpets           | Rein Taaramäe               |         |
| 2010 | Simon Špilak              | Denís Ménxov               | Michael Rogers              |         |
| 2011 | Cadel Evans               | Tony Martin                | Alekszandr Vinokurov        |         |
| 2012 | Bradley Wiggins           | Andrew Talansky            | Rui Alberto Faria da Costa  |         |
| 2013 | Christopher Froome        | Simon Špilak               | Rui Alberto Faria da Costa  |         |
| 2014 | Christopher Froome        | Simon Špilak               | Rui Alberto Faria da Costa  |         |
| 2015 | Ilnur Zakarin             | Simon Špilak               | Christopher Froome          |         |
| 2016 | Nairo Quintana Rojas      | Thibaut Pinot              | Ion Izagirre Insausti       |         |
| 2017 | Richie Porte              | Simon Yates                | Primož Roglič               |         |
| 2018 | Primož Roglič             | Egan Bernal Gómez          | Richie Porte                |         |
| 2019 | Primož Roglič             | Rui Alberto Faria da Costa | Geraint Thomas              |         |
| 2020 | suspesa                   | suspesa                    | suspesa                     | suspesa |
| 2021 | Geraint Thomas            | Richie Porte               | Fausto Masnada              |         |
| 2022 | Aleksandr Vlàssov         | Gino Mäder                 | Simon Geschke               |         |
| 2023 | Adam Yates                | Matteo Jorgenson           | Damiano Caruso              |         |
| 2024 | Carlos Rodríguez Cano     | Aleksandr Vlàssov          | Florian Lipowitz            |         |
| 2025 | João Almeida              | Lenny Martinez             | Jay Vine                    |         |

### Palmarès per ciclista
| Victòries | Ciclista              | Edicions           |
| --------- | --------------------- | ------------------ |
| 3         | Stephen Roche (IRL)   | 1983 + 1984 + 1987 |
| 2         | Ferdi Kübler (SUI)    | 1948 + 1951        |
| 2         | Jean Forestier (FRA)  | 1954 + 1957        |
| 2         | Louis Rostollan (FRA) | 1960 + 1961        |
| 2         | Vittorio Adorni (ITA) | 1965 + 1967        |
| 2         | Gianni Motta (ITA)    | 1966 + 1971        |
| 2         | Tony Rominger (SUI)   | 1991 + 1995        |
| 2         | Pascal Richard (SUI)  | 1993 + 1994        |
| 2         | Dario Frigo (ITA)     | 2001 + 2002        |
| 2         | Tyler Hamilton (USA)  | 2003 + 2004        |
| 2         | Cadel Evans (AUS)     | 2006 + 2011        |
| 2         | Chris Froome (GBR)    | 2013 + 2014        |
| 2         | Primož Roglič (SLO)   | 2018 + 2019        |

### Victòries per país
| Victòries | País                                                          |
| --------- | ------------------------------------------------------------- |
| 13        | Itàlia                                                        |
| 12        | Suïssa                                                        |
| 10        | França                                                        |
| 6         | Bèlgica                                                       |
| 5         | Països Baixos                                                 |
| 4         | Austràlia                                                     |
| 3         | Eslovènia, Irlanda, Regne Unit, Estats Units, Rússia, Espanya |
| 2         | Colòmbia, Suècia                                              |
| 1         | Txèquia, Alemanya, Noruega                                    |